# Tahuantinsuyoa macantzatza
Tahuantinsuyoa macantzatza är en fiskart som beskrevs av Kullander, 1986. Tahuantinsuyoa macantzatza ingår i släktet Tahuantinsuyoa och familjen Cichlidae. Inga underarter finns listade i Catalogue of Life.